# А
Det kyrilliske bogstav А (a) er det første bogstav i det kyrilliske alfabet og svarer til det latinske bogstav A. Det tidlige navn var азъ (azǔ), som betyder "I".
| Sprog | Spire Denne artikel om sprog er en spire som bør udbygges. Du er velkommen til at hjælpe Wikipedia ved at udvide den. |